# Bivacco Sacchi
Il bivacco Umberto Sacchi, più conosciuto semplicemente come bivacco Sacchi, è un bivacco situato nel comune di Ferriere (PC), in val Nure, a 1600 m s.l.m.

## Storia
È un edificio costruito nel 1966 e ristrutturato nel 1999. Il CAI di Piacenza ne mantiene l'efficienza negli anni.

## Caratteristiche
È composto da una struttura di metallo (all'esterno) e di legno all'interno. Ha una capienza di 7 posti letto.
La fonte d'acqua più vicina dista circa 10' a piedi e la si può raggiungere seguendo il sentiero 007 in direzione Fontana Gelata.

## Accessi
Si raggiunge a piedi seguendo il sentiero 007 con un'ora di camminata, partendo dalla piazzola posta sulla strada statale 654 a circa 2 km dopo Selva di Ferriere.
Oppure dal passo dello Zovallo, si segue prima il sentiero 001 fino al lago Nero, poi con lo 011 si raggiunge la fontana gelata da dove a sinistra, con il sentiero 007, si sale al Bivacco impiegando circa un'ora e mezza.

## Traversate
A Selva di Ferriere e a Santo Stefano d'Aveto

## Escursioni
A pochi minuti dal bivacco si raggiunge la Ferrata Mazzocchi che si sviluppa intorno al Groppo delle Ali ed ha una difficoltà media. Seguendo il sentiero 007 si raggiunge il rifugio del monte Bue dove si aggancia il sentiero 001 che porta al Lago Nero. Scendendo invece lungo lo 007 si arriva a Fontana Gelata dove si può proseguire per altri itinerari (monte Groppo Rosso e rifugio Astass, Prato della Cipolla, Lago Nero, passo dello Zovallo).

## Cartografia
- Carta escursionistica "Appennino Piacentino 2 - Val Trebbia e Val Nure" scala 1:25.000 edizione 2021
- Carta IGM 1:25.000 n. 84 IV NO Ferriere